# ایده خطرناک داروین
ایده خطرناک داروین: فرگشت و معناهای زندگی کتابی از دنیل دنت است که به بررسی برخی پیامدهای نظریه فرگشت داروینی می‌پردازد. دنت در این کتاب می‌گوید جهان زیستی -و حتی غیر زیستی- حاصل کار چند میلیارد ساله جرثقیل هاست، نه یک قلاب آسمانی. دنت استدلال می‌کند که انتخاب طبیعی فرایندی کور است، که در عین حال آنقدر قدرت دارد که فرگشت زندگی را به پیش براند این کتاب فینالیست بخش کتاب‌هاب‌های غیرتخیلی جایزه ملی کتاب ۱۹۹۵ بوده است و در سال ۱۹۹۶ برنده جایزه پولیتزر شده است.

## نگاه ذهن-نخست
دنت می‌گوید پیش از داروین یک نگاه «ذهن-نخست» به جهان در میان اندیشمندان پذیرفته شده بود؛ یک خدای هوشمند را به عنوان منبع نهایی کل طرح و پاسخ نهایی بر هر زنجیره‌ای از پرسش‌های «چرا؟» می‌دانستند. حتی دیوید هیوم که با زبردستی توانست مسائل حل‌ناپذیر این نگاه را آشکار کند و نیم نگاهی به نگاه دیگرگونه داروین داشت هم نمی‌دانست چگونه می‌شود این نگاه داروینی را جدی گرفت.

## اسید همه‌چیزخوار
در کتاب گفته شده بسیاری از مردم، از جمله داروین، متوجه شدند که این ایده گزینش طبیعی یک قابلیت انقلابی دارد، اما ایده نوید براندازی چه چیزی را می‌دهد؟ می‌توان از ایده داروین برای واسازی و سپس بازسازی یک ساختار سنتی در اندیشه غربی استفاده کرد که دنت نام آن را هرم کیهانی می‌گذارد. این یک تبیین نو برای خاستگاه گونه‌ها فراهم می‌آورد و آن را نتیجه انباشته شدن اندک اندک همه طرح‌های جهان می‌داند. داروین به صورت تلویحی ادعا کرد که فرآیندهای مختلف گزینش طبیعی به رغم بی‌ذهنی اساسی شان، این قدر نیرومند هستند که این همه کار طراحی که در جهان می‌بینیم را انجام داده باشند؛ از زمان داروین به این سو، شک‌گرایان پیوسته به این ادعای داروین حمله کرده‌اند چون ایده داروین مانند اسیدی است که هر چیزی را می‌تواند در خود حل کند.

## قلاب آسمانی
ایده خطرناک داروین این است که طرح می‌تواند صرفاً از درون نظم و به کمک یک فرایند الگوریتمی که هیچ استفاده‌ای از یک ذهن پیش‌بودی نمی‌کند پدیدار شود. شک‌گرایان امید داشتند بتوانند نشان دهند که دست کم جایی در این فرایند یک دست کمک کننده (دقیق‌تر بگویم، یک ذهن کمک کننده) بر سر راهشان قرار گیرد -یک قلاب آسمانی که آن‌ها را بالا ببرد. آن‌ها در تلاش خود برای اثبات نقشی برای قلاب آسمانی، اغلب فقط جرثقیل یافتند: محصولات فرآیندهای اولیه‌تر الگوریتمی که توانستند قدرت الگوریتم پایه داروینی را افزایش دهند، فرایندها را به لحاظ محلی تندتر کنند و به شیوه نامعجزه آمیز و کارآمدتر عمل کنند. تقلیل‌گرایان خوب فرض را بر آن می‌گذارند که کل طرح را می‌توان بدون قلاب آسمانی تبیین کرد: تقلیل‌گرایان آزمند فرض را بر آن می‌گذارند که کل طرح را می‌توان بدون جرثقیل‌ها تبیین کرد.

## درخت زندگی
دنت می‌گوید در درخت بسیار پرشاخ و برگ زندگی الگوهایی هست که نشان می‌دهند رویدادهای مهمی رخ داده‌اند که باعث شده‌اند شکوفایی‌های بعدی درخت امکان‌پذیر شود. انقلاب یوکاریوتی و انقلاب چندیاخته‌ای مهم‌ترین این رویدادها هستند و پس از آن‌ها رویدادهای گونه‌زایی دارای اهمیت هستند که در زمان خود نادیدنی هستند اما واپس‌تر معلوم می‌شود که شکاف‌های بزرگی مانند شکاف میان گیاهان و جانوران ایجاد کرده‌اند. اگر علم بخواهد الگوهای تشخیص‌پذیر در این هستی بسیار پیچیده را تبیین کند، باید از سطح میکروسکوپی بالاتر برود تا سطوح دیگر را هم ببینید و هر جا لازم بود رویکرد آرمانگرایانه داشته باشد تا ما به جای دیدن درخت‌ها، جنگل را ببینیم.

## فضای طرح
دنت ادعا می‌کند یک فضای طرح وجود دارد و در آن درخت زندگی یک شاخه زده که جدیداً مسیرهای اکتشافی خودش را در این فضا در شکل مصنوع‌های آدمی گشوده است. حرکت‌های اجباری و دیگر ایده‌های خوب مانند چراغ‌های دریایی در فضای طرح هستند که به وسیله فرآیندهای جستاری به شدت الگوریتمیِ گزینش طبیعی و پژوهش‌های آدمی، بارها و بارها کشف شده‌اند. همان‌طور که داروین هم با خرسندی اذعان کرده، وقتی ویژگی‌های مشترکی طراحی را می‌بینیم که در فضای بسیار بسیار بزرگ طرح بسیار نامحتمل است که وجود داشته باشند، به این نتیجه می‌رسیم که باید رشته‌هایی از فروسویی بین آن‌ها وجود داشته باشد. پس، استدلال تاریخی دربارهٔ فرگشت وابسته به پذیرفتن اصول اولیه پیلی است: جهان پر از طرح خوب است، که برای آفرینش آن‌ها کار زیادی انجام شده است.

## نخستین چیز زنده
دنت می‌گوید باید یک نخستین چیز زنده وجود داشته باشد، ولی، چنین چیزی نمی‌تواند وجود داشته باشد -ساده‌ترین چیز زنده این قدر پیچیده است و چنان طراحی‌های پیچیده‌ای در آن انجام شده که نمی‌توان گفت زندگی صرفاً با شانس به وجود آمده است. این دشواری نه به وسیله یک قلاب آسمانی، که به وسیله مجموعه‌ای طولانی از فرآیندهای داروینی حل می‌شود: ماکروهای خود تکثیر، پس از کریستال‌های رسی خود تکثیر یا همراه با آن‌ها عمل کردند و کم‌کم و طی میلیاردها سال از یک تورنمنت شانسی به یک تورنمنت مهارتی رسیدند. و ترتیب‌های فیزیکی که این جرثقیل‌ها روی آن‌ها سوار شدند خودشان می‌توانند نتیجه یک آشوب کور و بی‌هدف باشند. پس، جهانی که ما می‌شناسیم خودش خودش را از دل هیچ آفریده است.

## مهندسی زیستی
زیست‌شناسی فقط مثل مهندسی نیست، خودِ مهندسی است. زیست‌شناسی مطالعه سازوکارهای کارکردی، طراحی آن‌ها، ساخت آن‌ها و عملیات آن هاست. از این نقطه دید برتر، می‌توانیم زایش تدریجی کارکرد، و به همراه آن زایش معنا یا قصدمندی را تبیین کنیم. دستاوردهایی که نخست معجزه آمیز به نگر می‌رسند یا دست کم به صورت درونی وابسته به ذهن هستند (آموختن و بردن در بازی چکرز) را می‌توان به دستاوردهای بسیار کوچک‌تر و بسیار کوچک‌تری فرو شکست و در نهایت به سازوکارهایی احمق رسید. اکنون به صورت دقیق به خود فرایند طراحی توجه کرده‌ایم، نه صرفاً به محصول آن، و این سویه پژوهشی نو ایده خطرناک داروین را ژرف‌تر می‌کند، نه این که از روی آن چیز جدیدی بنویسد. کار مهندسی معکوس در زیست‌شناسی عبارت است از تمرینی برای تشخیص این که «مادر طبیعت در ذهن چه دارد». این راهبرد که بر آن نام سازگاری‌گرایی گذاشته‌اند یک روش با قدرتی شگفت‌انگیز بوده است که پرش‌های بلندی در تفسیر کرده است که مورد تأیید قرار گرفته‌اند -صد البته برخی از آن‌ها هم تأیید نشده‌اند. نقد مشهور استفن جی. گولد و ریچارد لوونتین بر سازگاری‌گرایی توجه را بر شک‌هایی می‌گذارد که افراد دربارهٔ سازگاری‌گرایی دارند، ولی راه را خیلی اشتباه رفته است. کاربست نظریه بازی در سازگاری‌گرایی بسیار سودمند بوده است ولی باید هوشمان باشد که ممکن است محدودیت‌های دیگری غیر از آنچه نظریه‌پردازان مفروض می‌گیرند وجود داشته باشد.